# アカシジミ
アカシジミ（赤小灰蝶、Japonica lutea）は、チョウ目（鱗翅目）シジミチョウ科ミドリシジミ亜科に属するチョウの一種。

## 概要
前翅長16-22mm。翅の色は雌雄とも橙色で、翅裏には白帯で縁取られた黄褐色の帯が縦に入る。後翅肛角にある1対の尾状突起は黒く、先端が白くなる。雌は雄に比べ前翅の外縁がやや丸みを帯びる。
生態は他のミドリシジミ亜科と同様で、卵で越冬し、成虫は年1回、5-6月頃に出現（寒冷地では7月）する。日中は不活発で、夕刻になると活発に活動する。樹頂で休息したりなわばりを張るなどするため、睡眠から覚める早朝以外はほぼ下には降りてこない。
幼虫の食樹は、落葉性ブナ科であるコナラ・クヌギ・カシワや、常緑性ブナ科であるアカガシ・アラカシなどで、新芽を好んで食す。成虫もそういった樹木の生い茂る雑木林を生活圏としそこから離れることはほとんどない。クリの花などで吸蜜する姿も見られる。

## 分布
北海道から九州にかけて分布する。国外では中国東北部および華北、朝鮮半島、台湾。

## 亜種
- J. l. adusta（中国･甘粛省亜種）
- J. l. lutea（日本亜種）

## 近縁種
キタアカシジミ J. onoi

ウラナミアカシジミ J. saepestriata